# Athetis melanica
Athetis melanica là một loài bướm đêm trong họ Noctuidae.